# Finn Christian Jagge
Finn Christian Jagge, norveški alpski smučar, * 4. april 1966, Oslo, Norveška. † 8. julij 2020, Oslo.

## Zmage v Svetovnem pokalu
| Sezona | Prizorišče                   | Disciplina |
| ------ | ---------------------------- | ---------- |
| 1991   | Madonna di Campiglio         | slalom     |
| 1994   | Pokal Vitranc, Kranjska Gora | slalom     |
| 1997   | Vail                         | slalom     |
| 1997   | Sestriere                    | slalom     |
| 1998   | Sestriere                    | slalom     |
| 1999   | Ofterschwang                 | slalom     |
| 1999   | Madonna di Campiglio         | slalom     |